# Jardín botánico Omoro
El Jardín botánico Omoro en japonés : おもろ植物園 Omoro Shokubutsuen, es un arboreto y jardín botánico de 4 hectáreas, en Motobu, en la isla de Okinawa, Japón.  

## Localización
El jardín botánico se ubica en el interior del recinto del "Ocean Expo Park".
Omoro Shokubutsuen Ocean Expo Park, 424 Ishikawa, Motobu-chō, Kunigami-gun, Okinawa-ken, Okinawa-jima, Japón. 
Planos y vistas satelitales.26°41′27.8″N 127°52′39.1″E / 26.691056, 127.877528
Está abierto todos los días excepto los jueves; la entrada es gratuita.

## Historia
Esta instalación se inauguró en 1980 para conmemorar la Exposición Oceanográfica Internacional de Okinawa. 
En conferencia de prensa en 2003, el Emperador Akihito sugirió que el jardín sirviera en paralelo como uno de los jardines botánicos Manyo de Japón, que cuentan con plantas que aparecen en la antología Man'yōshū (algo parecido al jardín de Shakespeare en el mundo anglosajón). 
En consecuencia, este jardín recoge las plantas que se describen en la Omoro Sōshi (おもろそうし), una colección de poemas y canciones de Okinawa.

## Colecciones

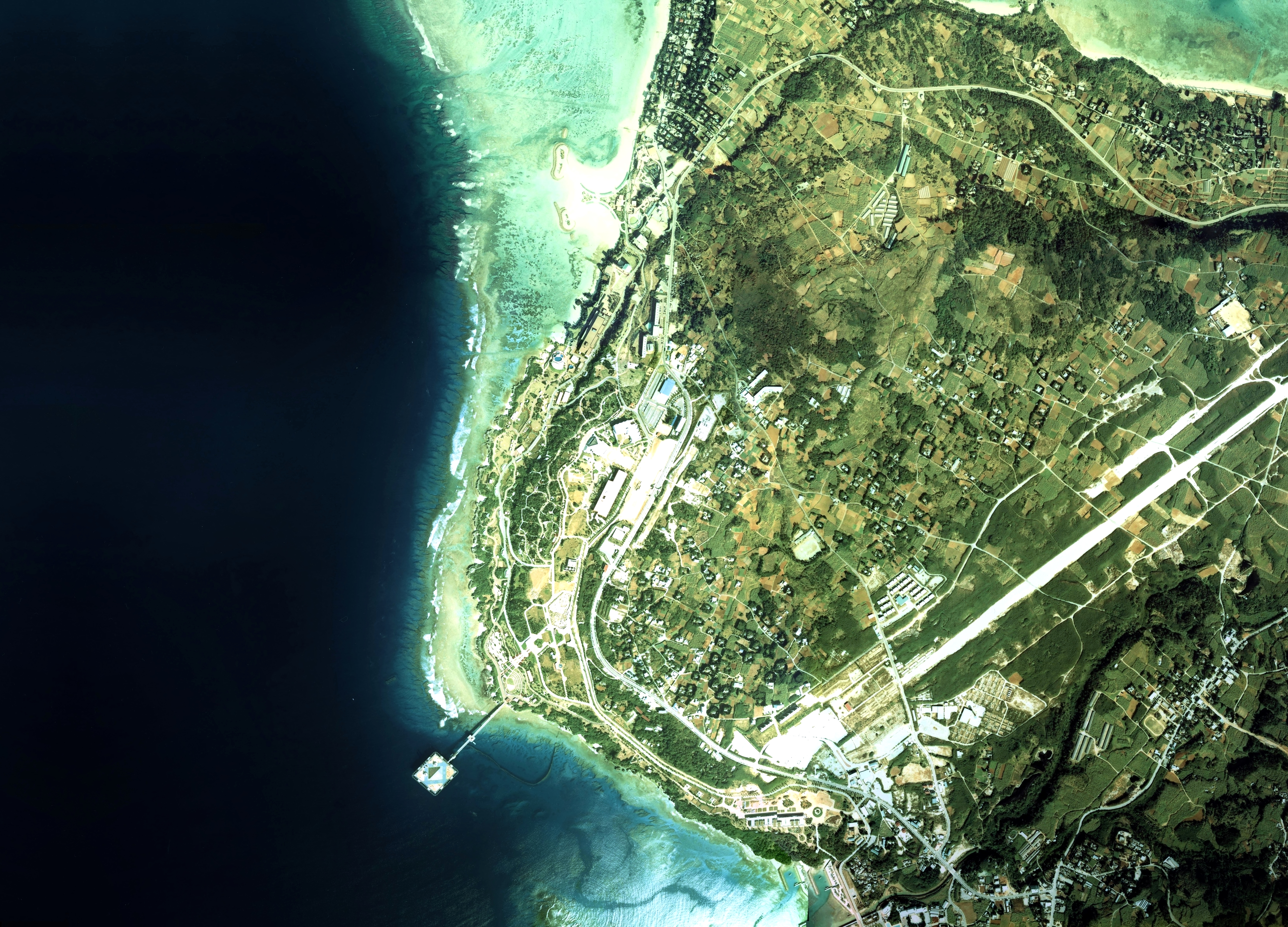
Vista aérea del área que abarca el "Parque Commemorativo Okinawa del Gobierno Nacional, Exposición Oceanográfica".

El jardín contiene aproximadamente unas 400 especies de plantas resistentes a la sal, organizados en las zonas, incluidos:
- Árboles grandes (Ficus microcarpa, Ficus superba, Ficus virgata, Bischofia javanica, etc.),
- Árboles pequeños (Maytenus diversifolia, Scaevola taccada, Wikstroemia retusa),
- Árboles de sombra (Artcarpus altilis Fosb., Ficus lyrata, Koelreuteria elegans subsp. formosana),
- Otras plantas, entre las que se incluyen Antidesma pentandrum, Buxus liukiuensis (Makino), Clerodendrum inerme, y Murraya paniculata,
- Jardín de plantas ornamentales
- Jardín de hierbas,
- Colección de orquídeas que contiene más de 110 especies de orquídeas silvestres, muchas de ellas en peligro de extinción, nativas de las islas Ryūkyū. Estos incluyen Acanthephippium pictum, Acanthephippium sylhetense, Bulbophyllum macraei, Dendrobium okinawense, Eria ovata, Eulophia graminea, Gastrochilus japonicus, Gerdorum densiflorum, Malaxis kandae, Neofinetia falcata, Sedirea japonica, y Tainia laxiflora.